# Bò Guernsey
Bò Guernsey là một giống bò sữa từ đảo Guernsey ở quần đảo Channel. Bò giống này có màu nâu vàng hoặc đỏ và trắng, và cứng rắn và ngoan ngoãn. Sữa của nó có nhiều hương vị, giàu chất béo và protein, và có màu vàng-vàng do hàm lượng β-carotene cao. Guernsey là một trong ba giống bò của Channel Island, những giống bò khác là bò Alderney - bây giờ đã tuyệt chủng - và bò Jersey.

## Đặc điểm
Guernsey có kích thước trung bình: bò nặng từ 450 đến 500 kg và bò 600 đến 700 kg. Bộ lông có màu đỏ hoặc màu nâu vàng (màu lúa mì), và có thể hoặc không có màu đỏ và trắng hoặc màu nâu vàng và trắng.:192 Bò Guernsey sản xuất sữa giàu dinh dưỡng và hương vị. Theo truyền thống, nó có một số phẩm chất tốt khác: nó sống lâu, được nuôi dưỡng mà không gặp khó khăn, được chăn thả tốt và có kích thước tương đối nhỏ, đồng thời cũng là một nhà sản xuất sữa hiệu quả.:192 Những lợi thế này đã bị tổn hại bởi các chiến lược chọn lọc gần đây, đã dẫn đến động vật lớn hơn, với đôi chân dài hơn. Chúng không còn hiển thị phẩm chất truyền thống của giống; điều này được đánh dấu đặc biệt khi có sự lai giống với giống Bò Holstein-Friesian.:192

## Sử dụng
Guernsey là giống bò sữa và chỉ được nuôi cho mục đích đó. Sữa có màu vàng-vàng do hàm lượng cao β-carotene, một loại vitamin cho vitamin A.:192 Sữa cũng có hàm lượng butterfat cao 5% và hàm lượng protein cao 3,7 %. Bò Guernsey sản xuất khoảng 6000 lít mỗi con bò mỗi năm.